# Luella Miller
Luella Miller es un cuento de terror escrito por la autora   Mary E. Wilkins Freeman en 1902.
La historia trata sobre una mujer que hace que quienes la rodean se sientan atraídos por ella y se desvivan trabajando hasta morir, en una especie de vampirismo.

## Sinopsis
La historia es contada por Lidya Anderson, una anciana que conoció a Luella Miller, cuya casa se encuentra abandonada en el momento de comenzar el relato.
Lydia cuenta cómo Luella llegó a la ciudad, y se puso a trabajar en la escuela, aunque realmente las clases las daba una de sus alumnas más aventajadas, Lottie Henderson, que va debilitándose hasta morir. Tiempo después Luella contrajo matrimonio con Erastus Miller que comienza a desvivirse por su esposa, haciendo todos los trabajos de la casa y procurando que no le falte nada, hasta morir.
Posteriormente Lily Miller, la hermana de Erastus, y otras personas van pasando por casa de Luella y el proceso se repite: comienzan a hacer todos los trabajos de la casa y a esforzarse por ella de forma obsesiva al mismo tiempo que se debilitan y terminan muriendo.
La serie de muertes provocan la desconfianza y el rechazo del resto de la ciudad, que se niegan a ayudar a Luella a pesar de sus ruegos y aparente desvalimiento. La propia narradora, Lydia Anderson, afirma que la ayudó puntualmente en una ocasión y se vio obligada a guardar cama durante un tiempo, por lo que decidió no volver a ayudarla. También cuenta que una noche vio a Luella salir de casa ayudada por los fantasmas de las personas que habían muerto trabajando para ella.
Finalmente, privada de ayuda, Luella se debilita progresivamente y muere a su vez, y su casa queda abandonada con una terrible reputación. Cuando la anciana Lydia Anderson muere de forma misteriosa ante el hogar de Luella Miller, los vecinos lo queman hasta los cimientos.

## Adaptación cinematográfica
En el año 2005 el relato de Luella Miller fue adaptado en una coproducción de Estados Unidos y Nueva Zelanda, dirigida por Dane Giraud. La historia, un thriller erótico ambientado en la actualidad, cuenta la historia de Lydia, una mujer madura que vive sola en un pequeño pueblo de Nueva Zelanda, fantaseando con Cristian, su vecino. Cuando Lydia encuentra a la hermosa y enigmática Luella Miller ocultándose en su casa, se apiada de la joven y le permite quedarse. La intensa sexualidad de Luella y su presencia seductora alteran el equilibrio en el pueblo y Christian, como la mayoría de los hombres, cae bajo el encanto de Luella, provocando al mismo tiempo la ira de las mujeres del pueblo. Finalmente Lydia se ve obligada a enfrentarse a Luella y sus propios sentimientos por Christian.